# SVO-nyelv
SVO-nyelvnek (a latin Subiectum–Verbum–Obiectum, vagyis „alany–ige–tárgy” rövidítése) nevezik a nyelvtipológiában azt a nyelvet, amelyben a jellemző szórend az alany–ige–tárgy sorrendet követi. Ez a második leggyakoribb szórend az SOV után a mai beszélt nyelvek között, bizonyos becslések szerint a két leggyakoribb szórend (SOV, SVO) a világ nyelveinek 75%-át teszi ki.